# Theotima pura
Theotima pura är en spindelart som beskrevs av Willis J. Gertsch 1973. Theotima pura ingår i släktet Theotima och familjen Ochyroceratidae. Inga underarter finns listade i Catalogue of Life.